# Francesc Galceran de Pinós i Fenollet
Francesc Galceran de Pinós i Fenollet   (Principat de Catalunya, 1416 - valor desconegut, 1475) fou un noble català fill de Bernat Galceran i de la seva cosina germana Beatriu de Pinós, filla de Ramon Galceran de Pinós i Milany, que va aportar les baronies de Milany i Vallfogona, així com els llocs de Cartellà i Tudela al seu marit, com a consort. El seu germà gran, Galceran VII fou l'hereu d'aquest patrimoni. Se'l documenta en un conflicte nobiliari que l'enfrontà a Pere de Rocabertí i d'Erill, en el bàndol del vescomte Jofre VII de Rocabertí i Ivany de Castre el 1457-58. També se'l documenta, juntament amb el seu germà, a les sessions de corts.
El 1460 quan el rei Joan II empresonà Carles de Viana a Lleida fou un dels tres ambaixadors del Consell de Principat enviat per tal d'alliberar el príncep i un cop fou lliure, fou capità de l'exèrcit que l'acompanyà de Tortosa a Barcelona el 1462. Va intervenir en les negociacions de la Capitulació de Vilafranca i posteriorment fou enviat, juntament amb Francí Desplà a la cort de Lluís XI de França per tal de segellar una aliança amb el Príncep de Viana.
Amb l'esclat de la Guerra Civil Catalana es va revoltar al rei i va participar en el setge de la Força Vella de Girona, juntament amb el comte Hug Roger III de Pallars Sobirà, i va ajudar en la defensa de Maó durant el setge realista. Tot i pertànyer al consell de Pere de Portugal, va conspirar contra ell i fou detingut i torturat. Un cop lliure va passar a files reialistes i va rebre el perdó reial.
Va conrear les lletres i és autor d'una Complainta a la mort de Carles de Viana, del qual es titula camarlenc, en castellà, a més d'una traducció catalana de les Metamorfosis d'Ovidi a partir de la traducció de Giovanni di Virgilio. La seva vídua, Beatriu, promogué a Mallorca els estudis lul·lians (1478-84). També se li atribueix la compilació del còdex conegut com a Cançoner del Marquès de Barberà.
Va tenir un fill de nom Carles, però fou succeït per filla de nom Joana Estefania, casada successivament amb Bertrán de Armendáriz i Joan Galceran de Castre Pinós.